# Кубяк, Зыгмунт
Зыгмунт Кубяк (пол. Zygmunt Kubiak; 30 апреля 1929, Варшава — 19 марта 2004, Варшава) — польский переводчик и историк литературы. Брат поэта Тадеуша Кубяка и искусствоведа Януша Стефана Кубяка.
Доктор филологии (в 1994 году защитил в Варшавском университете диссертацию, посвящённую творчеству Клеменса Яницкого и Яна Кохановского; опубликована в виде монографии в 2015 году).
Преимущественно известен переводами с новогреческого, древнегреческого и латинского языков на польский. Среди основных трудов Кубяка — переводы «Энеиды» Вергилия, «Исповеди» блаженного Августина, полного собрания стихотворений Константиноса Кавафиса, Палатинской антологии, которую Кубяк, по мнению Виславы Шимборской, перевёл «поэтической прозой, богато интонированной, изумительно доступной, дышащей полно и легко». Также составил и перевёл ряд антологий древнегреческой, древнеримской и новогреческой литературы, а также антологию романтической англоязычной поэзии «Твёрдое дно сна» (пол. Twarde dno snu; 1993). С английского перевёл также пьесу Шекспира «Два веронца», «Испанскую трагедию» Томаса Кида, избранные стихотворения Уильяма Блейка. Последней работой Кубяка стал новый перевод Евангелия от Луки, вышедший в год его смерти.
Среди книг Кубяка, помимо посвящённых Античности, — сборник «Школа стиля. Эссе о традиции европейской поэзии» (пол. Szkoła stylu. Eseje o tradycji poezji europejskiej; 1972) и «Слово о значении редакторского труда» (пол. Słowo o znaczeniu pracy edytorskiej; 1980).
В 1998 году удостоен премии «Нике» в номинации «Читательский выбор» за книгу «Мифология греков и римлян» (пол. Mitologia Greków i Rzymian).